# Ocara (Ceará)
Ocara é um município brasileiro do estado do Ceará, localizado na mesorregião Norte cearense e na Microrregião de Chorozinho. A população estimada em 2015 era de 25.123 habitantes. É um dos municípios mais novos do Ceará, tendo se emancipado politicamente em 1987.

## Etimologia
O topônimo Ocara vem do tupi e significa palco, terreiro ou terraço de aldeia ou taba. Sua denominação original era Jurema e, desde 1943, Ocara.

## História
Chamou-se primitivamente Jurema, denominação que caracteriza certa espécie arbórea e própria de solos empobrecidos, rasos e impermeáveis. Suas origens estão vinculadas à família de João Correia  dos Santos, fazendeiro e comerciante no local,  porém se data que possa identificar as relações do tempo.
A região entre os rios Choró e Piranji e a Serra do Cantagalo era habitada por índios como os Jenipapo, Kanyndé, Choró, Jaguaribana e Quesito. Com a catequização realizadas pelos jesuítas junto aos índios da região, e a introdução da pecuária na época da carne seca e charque; e depois a implantação do café e algodão no final século XVIII, surgiram fazendas e núcleos urbanos, e Ocara foi um destes.

## Geologia

### Recursos minerais
Na região são conhecidas várias ocorrências de minério de manganês dentre as quais, a principal está localizada no distrito de Serragem. Ocorrem na forma de blocos angulosos maciços, com predominância de pirolusita. Essas ocorrências estão no domínio das rochas do Complexo Canindé do Ceará.

## Formação Administrativa
Distrito criado com a denominação de Jurema, pelo  decreto estadual nº 448, de 20 de dezembro de 1938, criados com terras do território dos distritos de São Sebastião e Vazantes, subordinado ao município de Aracoiaba. No quadro fixado para vigorar no período de 1939-1943, o distrito de Jurema figura no município de Aracoiaba. Pelo decreto-lei estadual nº  1114, de 30 de dezembro de 1943, o distrito  de  Jurema passou a denominar-se Ocara. Em divisão territorial datada de 1-VII-1950, o distrito de Ocara permanece no município de Aracoiaba. Assim permanecendo em divisão territorial datada de 1-VII-1960. Elevado à categoria de município com a denominação de Ocara, pela lei estadual nº 6832, de  6 de dezembro de 1963, desmembrado de  Aracoiaba. Sede no antigo distrito de Ocara.
Constituído do distrito sede. Em divisão territorial datada de 31-XII-1963, o município é constituído do distrito sede. Pela lei estadual nº 8339, de 14 de dezembro de 1965, é extinto o município de Ocara,  sendo seu território anexado ao município de Aracoiaba, como simples distrito. Em divisão territorial datada de 31-XII-1968, o distrito de Ocara figura no município de Aracoiaba. Assim permanecendo em divisão territorial datada de 1988. Elevado novamente à categoria de município com a  denominação de Ocara, pela lei estadual nº 11415, de 28 de dezembro de 1987, desmembrado de Aracoiaba. Sede no antigo distrito de Ocara. Constituído de 2 distritos: Ocara e Curupira. Instalado em 1 de janeiro de 1989. Pela lei municipal nº 39, de  26 de janeiro de 1990, é criado o distrito de  Serragem e anexado ao município de Ocara. Pela lei municipal nº 42, de 26 de janeiro de 1990, foram  criados os distritos de Arisco dos Marianos, Novo Horizonte e Sereno de Cima e anexados ao município Ocara. Em divisão territorial datada de 1991, o município é constituído de 6 distritos: Ocara, Arisco dos Marianos, Curupira, Novo Horizonte, Sereno de Cima e Serragem. Assim permanecendo em divisão territorial datada 2007.

## Demografia

### População

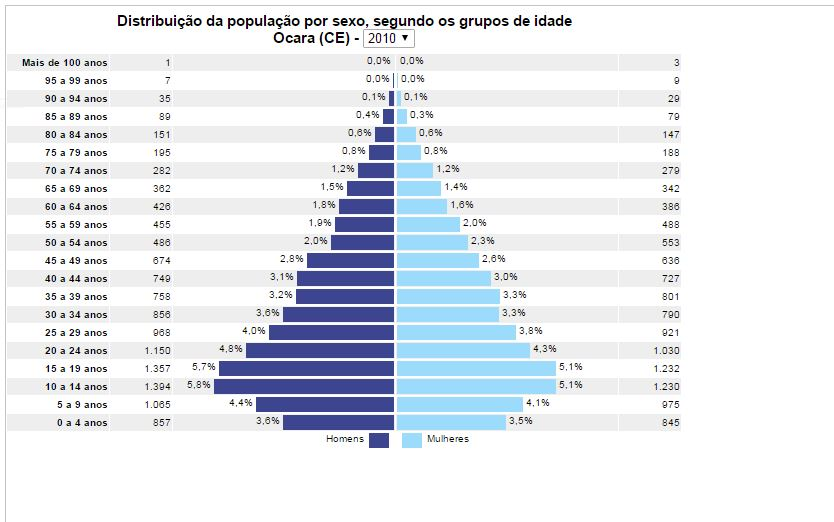
Pirâmide etária de Ocara em 2010

Segundo dados do IBGE 2015, a população ocarense era de 25.123 habitantes, sendo assim o 78º município mais populoso do Ceará e apresentando uma densidade populacional de 32,82 hab/km². Em 2010 era de 24.007 habitantes, significando um aumento de 4,65% numa taxa de 0,93% ao ano (Ver tabela - Crescimento populacional).
| Crescimento populacional | Crescimento populacional | Crescimento populacional |
| Censo                    | Pop.                     | %±                       |
| ------------------------ | ------------------------ | ------------------------ |
| 1991                     | 19.828                   | -                        |
| 2000                     | 21.584                   | 8,85%                    |
| 2010                     | 24.007                   | 11,23%                   |
| 2015                     | 25.123                   | 4,65%                    |

Desse total (Ver tabela - população Rural/Urbana), 7.605 habitantes viviam na zona urbana (31,68%) e 16.402 na zona rural (68,32%). Ao mesmo tempo,12.317 eram do sexo masculino (51,31%) e 11.690 do sexo feminino (48,69%), tendo uma razão de sexo de 105,36. Em relação a composição racial, 16.931 se declararam pardos (70,52%), 5.690 brancos (23,70%), 1.234 pretos (5,14%), 133 amarelos (0,56%) e 19 indígenas (0,08%).
| População Rural/Urbana | População Rural/Urbana | População Rural/Urbana | População Rural/Urbana | População Rural/Urbana | População Rural/Urbana | População Rural/Urbana |
| População              | 1991                   | % do total (1991)      | 2000                   | % do total (2000)      | 2010                   | % do total (2010)      |
| ---------------------- | ---------------------- | ---------------------- | ---------------------- | ---------------------- | ---------------------- | ---------------------- |
| População total        | 19.828                 | 100,00                 | 21.584                 | 100,00                 | 24.007                 | 100,00                 |
| Urbana                 | 5.182                  | 26,13                  | 6.372                  | 29,52                  | 7.605                  | 31,68                  |
| Rural                  | 14.646                 | 73,87                  | 15.212                 | 70,48                  | 16.402                 | 68,32                  |

Fonte: PNDE, Ipea e FJP.
Quanto a faixa etária, 6.366 tinham menos de 15 anos (26,52%), 6.658 tinham de 15 a 29 anos (27,73%), 4.681 de 30 a 44 anos (19,50%), 3.292 de 45 a 59 anos (13,71%) e 3.010 com idade superior a 60 anos (12,54%). Levando em conta a população potencialmente ativa (de 15 a 64 anos), eram 15.433 habitantes (64,33%), com uma razão de dependência de 55,46%. O índice de envelhecimento é de 9,16. Abaixo a comparação com os censos anteriores:
| Estrutura etária da população - Ocara | Estrutura etária da população - Ocara | Estrutura etária da população - Ocara | Estrutura etária da população - Ocara | Estrutura etária da população - Ocara | Estrutura etária da população - Ocara | Estrutura etária da população - Ocara |
| Estrutura etária                      | População (1991)                      | % do Total (1991)                     | População (2000)                      | % do Total (2000)                     | População (2010)                      | % do Total (2010)                     |
| ------------------------------------- | ------------------------------------- | ------------------------------------- | ------------------------------------- | ------------------------------------- | ------------------------------------- | ------------------------------------- |
| Menos de 15 anos                      | 8.355                                 | 42,14                                 | 7.742                                 | 35,87                                 | 6.366                                 | 26,52                                 |
| 15 a 64 anos                          | 10.313                                | 52,01                                 | 12.318                                | 57,07                                 | 15.443                                | 64,33                                 |
| 65 anos ou mais                       | 1.160                                 | 5,85                                  | 1.524                                 | 7,06                                  | 2.198                                 | 9,16                                  |
| Razão de dependência                  | 92,26                                 | -                                     | 75,22                                 | -                                     | 55,46                                 | -                                     |
| Índice de envelhecimento              | 5,85                                  | -                                     | 7,06                                  | -                                     | 9,16                                  | -                                     |

Fonte: PNDE, Ipea e FJP.
Considerando a nacionalidade da população, todos os ocarenses são brasileiros natos. Em relação à região de nascimento, 23.875 eram nascidos na Região Nordeste (99,45%), 34 no Sudeste (0,14%), 70 no Norte (0,29%), além de 28 sem especificação (0,12%). 16.785 habitantes são nascidos em Ocara (70,71%). No mesmo ano, ainda 8,9% das crianças de até 1 ano de idade não tinham registro de nascimento em cartório.
O Índice de Desenvolvimento Humano (IDH-M) do município é considerado baixo, de acordo com dados do Programa das Nações Unidas para o Desenvolvimento (PNUD). Segundo dados do relatório de 2010, divulgado em 2013, seu valor era de 0,594, sendo o 145° maior do Ceará e o 4284° do Brasil. Considerando-se o índice de renda, seu valor era de 0,524, o valor do índice de longevidade era de 0,771 e o de educação era de 0,519. De 2000 a 2010, a renda per capita de Ocara cresceu 6,94%, passando de R$ 111,36 para R$ 208,77. Entre 2000 e 2010, a proporção de pessoas pobres, ou seja, com renda domiciliar inferior a R$ 140,00, passou de 76,11% para 49,99% e o índice de Gini passou de 0,58 para 0,53 (Ver tabela: Renda, pobreza e desigualdade - Ocara). No mesmo ano, 49,4% viviam acima da linha de pobreza, 32,7% abaixo da linha de indigência e 17,9% entre as linhas de indigência e de pobreza. Em relação a distribuição de renda, os 20% mais ricos concentram 54,5% das riquezas, valor 28,1 vezes maior que os 20% mais pobres, que era de apenas 1,9%.
| Renda, pobreza e desigualdade - Ocara | Renda, pobreza e desigualdade - Ocara | Renda, pobreza e desigualdade - Ocara | Renda, pobreza e desigualdade - Ocara |
|                                       | 1991                                  | 2000                                  | 2010                                  |
| ------------------------------------- | ------------------------------------- | ------------------------------------- | ------------------------------------- |
| Renda per capita (em R$)              | 75,90                                 | 111,36                                | 208,77                                |
| % de extremamente pobres              | 61,94                                 | 49,10                                 | 32,09                                 |
| % de pobres                           | 88,57                                 | 76,11                                 | 49,99                                 |
| Índice de Gini                        | 0,45                                  | 0,58                                  | 0,53                                  |

Fonte: PNDE, Ipea e FJP.

### Religião
Segundo dados do IBGE 2010, majoritariamente os ocarenses são católicos romanos com 21.438 fiéis ou 89,30% dos habitantes. Conforme divisão oficial da Igreja Católica, a Paróquia Sagrada Família de Ocara está inserida na Arquidiocese de Fortaleza, região episcopal Serra - Nossa Senhora da Palma. A paróquia foi criada em 01 de novembro de 1999 por Dom José Antonio Aparecido Tosi Marques e é constituída por 41 comunidades organizadas em 6 setores de pastorais. Teve como primeiro pároco Pe. Francisco Rodrigues de Sousa com providência até 2008. De 2009-2017 esteve como pároco Pe. Francisco Maurício Lopes da Silva. Após Pe. Aurênio Nonato Azevedo (2018-2019). O pároco atual é Pe. Francisco Daniel de Freitas Muniz.
A devoção a Santo Antônio de Lisboa, iniciada em 1914, reúne todos os anos muitos fiéis de todas as localidades do município para a Trezena de Santo Antônio (1º a 13 de junho). No dia de São Francisco de Assis, é realizada uma missa na capela dedicada ao santo construída no topo do serrote de Ocara. Em dezembro, na época do Natal, os católicos se reúnem para festejar a Sagrada Família, padroeira da paróquia da cidade. A tradicional Festa das Almas surgiu com propósito religioso do Dia dos Fiéis Defuntos e do Dia de Todos-os-Santos, mas sucumbiu a secularização
O protestantismo se iniciou em Ocara a partir do final da década de 1980 com uma missão evangélica holandesa da qual se originou a Igreja Evangélica Filadélfia de Ocara. Em 2010, 2.167 habitantes se declararam evangélicos (9,03%), sendo que 128 pertenciam às evangélicas de missão (0,53%), 1.515 às evangélicas de origem pentecostal (6,31%) e 524 a igrejas evangélicas não determinadas (2,18%). Das igrejas evangélicas pentecostais, 1.060 pertenciam à  Assembleia de Deus (4,41%), 164 à Igreja Universal do Reino de Deus (0,68%) e 291 a outras igrejas de origem pentecostal (1,21%). Em relação às evangélicas de missão, 100 eram batistas (0,41%), 20 presbiterianos (0,08%) e 8 da Igreja Evangélica Congregacional (0,03%). Além do catolicismo e do protestantismo, também existiam 6 testemunhas de Jeová (0,03%), 13 ortodoxos da Igreja Sirian Ortodoxa de Antioquia - Paróquia São José (0,06%) e 10 espíritas (0,04%). Outros 374 não tinham religião (1,56%), entre os quais 360 ateus (1,50%) e 14 agnósticos (0,06%).

## Infraestrutura
No censo de 2010, Ocara possuía 6.779 domicílios. Do total, 2.206 na zona urbana (32,54%) e 4.573 na zona rural (67,46%). Considerando a situação de ocupação do domicilio, 5.781 eram próprios (85,28%), dos quais 5.735 já quitados (84,60%) e 46 em processo de aquisição (0,46%); 275 alugados (4,06%) e 667 cedidos (9,84%), sendo este último 4 cedidos por empregador (0,06%) e 112 cedidos de outra forma (1,65%). Outros 56 domicílios eram ocupados de outras formas (0,83%).
O serviço de fornecimento de água e deposição de esgoto do município é feito pela Companhia de Água e Esgoto do Ceará (CAGECE). Em 2010, 3.500 domicílios recebiam água encanada (51,63%), 1.521 por meio de carros-pipa ou água da chuva (22,44%), 917 de rio, açude, lago ou igarapé (13,53%), 154 de poços na propriedade (2,27%), 627 de poços fora da sua propriedade (9,25%) e 60 de outras formas (0,89%). O fornecimento de energia elétrica é feita pela Enel (Antiga Coelce). A tensão elétrica da rede é de 220 volts. Do total de domicílios, 6.683 tinham energia elétrica (98,58%), dos quais 6.667 por meio da companhia distribuidora (98,35%) e 16 de outras fontes (0,24%). Em 96 domicílios não havia energia elétrica (1,42%). A coleta de lixo é feita em 2.923 domicílios (43,12%), sendo que em 857 era feita pelo serviço de limpeza (12,64%) e em 2.066 através de caçamba (30,48%); em 3.331 domicílios o lixo é queimado na propriedade (49,14%), em 203 o lixo é enterrado na propriedade (2,99%), o lixo é jogado em terreno baldio ou rio em 295 domicílios (4,35%) e em 27 tem outro destino (0,40%).
A frota municipal em 2015 era de 6.098 veículos: 3.556 motocicletas, 1.720 automóveis, 321 caminhonetes, 177 caminhões, 142 motonetas, 52 ônibus, 44 camionetas, 16 micro-ônibus, 10 tratores, 6 utilitários e 54 veículos de outros tipos. O município é cortado do sudoeste ao norte pela BR-116 e do oeste ao sudeste pela CE-356.
O código de área (DDD) de Ocara é 085 e o Código de Endereçamento Postal (CEP) é 62755-000. Segundo censo de 2010, do total de domicílios, 4.123 tinham somente telefone celular (61,27%), 167 tinham telefone fixo e celular (2,47%), 19 somente o telefone fixo (0,27%) e 2.432 não tinham de nenhuma maneira (35,98%).

### Educação
O IDM Educação de Ocara em 2010 era de 0,519. No mesmo ano, a taxa de alfabetização da população era de 73,1% (77,3% para as mulheres e 69,2% para os homens). Entre 2000 e 2010, a expectativa de anos de estudo passou de 8,47 anos para 9,97 anos, enquanto no Ceará passou de 8,22 anos para 9,82 anos. Em 1991, a expectativa de anos de estudo era de 5,32 anos, no município, e de 6,27 anos, no estado. As taxas de conclusão dos ensino fundamental (15 a 17 anos) e médio (18 a 24 anos) eram de 44,4% e 31,0%, respectivamente. Em 2014, entre alunos do ensino fundamental nos anos iniciais, 14,5% estavam com idade avançada para a série, e nos anos finais, eram 31,2%. No ensino médio a distorção idade-série chegava a 35,1%.
Em 2010, segundo o censo da população, 7.597 frequentavam escolas ou creches, sendo 7.360 na rede pública de ensino (96,88%) e 237 na rede particular (3,12%). Em relação a série de estudo, 331 estavam no nível pré-escolar (4,35%), 175 na alfabetização (2,31%), 173 na alfabetização de jovens e adultos (2,27%), 4.960 no ensino fundamental (65,29%), 221 na educação de jovens e adultos (2,91%), 1.127 no ensino médio (14,83%), 295 no ensino superior a nível de graduação (3,88%) e 35 faziam especialização de nível superior (0,46%). Considerando o nível de instrução da população maior de dez anos de idade, 13.822 não possuíam instrução e tinham fundamental incompleto (68,23%), 3.521 tinham fundamental completo e médio incompleto (17,38%), 2.578 tinham médio completo e superior incompleto (12,73%), 323 com superior completo (1,59%) e 13 com nível indeterminado (0,06%).
Em 2012, havia em Ocara 20 escolas de ensino fundamental (19 públicas e 1 particular) com 215 docentes, 1 escola de ensino médio estadual com 55 docentes e 72 docentes na educação pré-escolar. Existe também na cidade a Associação dos Universitários de Ocara (AUO), que dentre outras atribuições, atua na garantia de trasporte para a locomoção dos universitários para Quixadá, cidade pólo do ensino superior público no Sertão Central do Ceará.
| IDEB de Ocara | IDEB de Ocara | IDEB de Ocara |
| Ano           | Anos iniciais | Anos finais   |
| ------------- | ------------- | ------------- |
| 2005          | 2,8           | 2,9           |
| 2007          | 2,7           | 3             |
| 2009          | 3,6           | 3,9           |
| 2011          | 4,6           | 4             |
| 2013          | 5             | 4,4           |

### Saúde
A rede de saúde de Ocara dispunha, em 2009, de 15 estabelecimentos ligados ao SUS, com um total de 20 leitos para internação. O hospital e maternidade Francisco Raimundo Marcos se localiza na comunidade de Prainha.
No ano de 2010, havia 124 profissionais de saúde, sendo 37 médicos, 29 auxiliares de enfermagem, 22 enfermeiros, 15 cirurgiões-dentistas, 6 fisioterapeutas, 4 técnicos em enfermagem, 3 nutricionistas, 3 farmacêuticos, 3 assistentes-sociais e 2 psicólogos. Desse modo existia 5,2 prof/1000 hab. De acordo com dados do Ministério da Saúde, onze casos de AIDS foram diagnosticados no município entre 1990 e 2012,  e entre 2001 e 2012, houve 938 casos de doenças transmitidas por mosquitos, dentre os quais três casos de leishmaniose e 935 notificações de dengue. Em 2014, 100% das crianças possuíam carteira de vacinação em dia. Dados sobre a longevidade, mortalidade e fecundidade são dados abaixo:
| Longevidade, mortalidade e fecundidade - Ocara           | Longevidade, mortalidade e fecundidade - Ocara | Longevidade, mortalidade e fecundidade - Ocara | Longevidade, mortalidade e fecundidade - Ocara |
|                                                          | 1991                                           | 2000                                           | 2010                                           |
| -------------------------------------------------------- | ---------------------------------------------- | ---------------------------------------------- | ---------------------------------------------- |
| Esperança de vida ao nascer (em anos)                    | 58,9                                           | 63,9                                           | 71,3                                           |
| Mortalidade até 1 ano de idade (por mil nascidos vivos)  | 75,0                                           | 56,1                                           | 22,9                                           |
| Mortalidade até 5 anos de idade (por mil nascidos vivos) | 97,7                                           | 71,7                                           | 24,6                                           |
| Taxa de fecundidade total (filhos por mulher)            | 4,0                                            | 3,9                                            | 2,3                                            |

Fonte: PNDE, Ipea e FJP.

## Política
O poder executivo do município de Ocara é constituído pelo prefeito e seu gabinete de secretários. As secretarias municipais são: Agricultura e Meio Ambiente; Administração, Controle e Planejamento; Educação; Finanças e Arrecadação; Infraestrutura e Desenvolvimento Urbano; Saúde e Trabalho e Desenvolvimento Social.
Desde a sua emancipação política em 1987, Ocara já teve 5 prefeitos eleitos. A prefeito atual é Leonildo Peixoto Farias, do  PSB , eleito em 2024 com 12.381 votos (54,43%), tendo como vice Amanda Fernandes Bezerra. A sede do poder executivo é a Prefeitura Municipal de Ocara, localizada no centro do município.
O poder legislativo é sediado na câmara municipal, composta por onze vereadores. De acordo com o Tribunal Superior Eleitoral, Ocara pertence a zona eleitoral de número 67 e possuía, em dezembro de 2024, 25.262 eleitores, aproximadamente 0,365% do eleitorado do Ceará.

## Cultura
As manifestações artísticas que se destacam no município é o Reisado Boi Coração do mestre Luciano, as danças folclóricas, as festas juninas, o cordel e o artesanato. A cidade é terra natal do mamulengueiro e topador de Boi Mestre Pedro Boca Rica e do repentista Zé Mitôca. Um cordelista de destaque na cidade é o poeta Dim Raposo, autor do livro de cordéis A Faculdade da vida. Os principais eventos culturais são as festas do padroeiro, Santo Antônio (13 de junho), Festa das Almas (1 de novembro), Cajumel (já extinta), Festa do Município.
Sobre a Festa das Almas, existe uma obra publicada pela professora e pesquisadora Auricélia Alves, Festa das Almas: A Alegria dos Vivos, em que a autora apresenta de forma orgânica a síntese histórica da origem, evolução e a atualidade da festa.